# ناپیر (ویرجینیای غربی)
ناپیر (به انگلیسی: Napier) یک منطقهٔ مسکونی در ایالات متحده آمریکا است که در شهرستان برکستون، ویرجینیای غربی واقع شده‌است.